# 両声類
両声類（りょうせいるい）は、男性・女性のどちらの声も発声できる人物を両生類になぞらえた俗語。つまり、男性で女性の声も発声できたり、女性で男性の声も発声できる人物のことである。

## 概要
両声類とは、その人物の身体的な性別に関わらず、その人物の身体的な性とは別の性別の声をボイスチェンジャー等を利用せずに出すことができる人物のことである。

## 発声
男性の場合、裏声またはミックスボイスを用いて女性のような声（女声）を出す。稀に地声のまま女声を出せる場合もある。女性の場合は声を低くし、エッジボイスと呼ばれるがらがらした声の発声法を用いて男性のような声（男声）を出す。

## 活動
両声類と呼ばれる人の中には、動画共有サービスやSNSなどにその特技を活かした作品（歌ってみた、釣り動画等）を公開している人がいる。また、バーチャル美少女受肉を行う際に、ボイスチェンジャー等を利用せずに女性の声を出す男性のことも両声類と呼ぶ。

## 主な活動者
- いかさん - 女性アーティスト[5]。
- 96猫 - 女性歌い手。
- 赤飯 - オメでたい頭でなによりというバンドの男性ボーカル。
- ピコ - 男性歌手。
- まふまふ - 男性歌手。
- 悠以 - 歌手。男性として生まれたが女性としての気持ちを持つ性同一性障害を公表している[6]。
- ふぇありす - 男性動画投稿者。女性の3Dモデルを持ち、バーチャルYouTuberとして活動している。
- パカエル - 男性動画投稿者。中性的なモデルを持ち、バーチャルYouTuberとして活動している。
- ちぇるしー - 男性動画投稿者。ちぇるとしーで男と女の声を使い分け活動している。
- ミラクル28歳♂ - ニコニコ動画で活躍。顔出ししても声が女声すぎるあまり、女声疑惑が絶えない。昭和54年5月4日生まれ。[7]。